# محمود علي السلامي
محمود علي السلامي هو شاعر يمني. ولد عام 1930 في مدينة الحوطة عاصمة محافظة لحج. تلقى تعليمه في مسقط رأسه، ولم يكمل دراسته بعد وفاة والده. انتقل إلى عدن وشغل وظائف ثانوية في أحد البنوك. درس اللغة العربية والإنجليزية في عدن ثم عاد إلى الحوطة والتحق بالشرطة. وله مساهمات في كتابة الشعر الغنائي، وله ثلاثة دوواين مخطوطة، واسهم بعدد كبير من الأناشيد الوطنية.